# Kỷ Rhyax
Kỷ Rhyax hay kỷ Tằng Xâm (Rhyacian, từ tiếng Hy Lạp: Ρυαξ (rhyax), có nghĩa là "sự xâm nhập của dung nham") là kỷ địa chất thứ hai trong đại Cổ Nguyên Sinh, sau kỷ Sideros và trước kỷ Orosira. Kỷ này kéo dài từ khoảng 2.300 triệu năm trước (Ma) tới khoảng 2.050 Ma. Các con số niên đại này không được xác định bằng địa tầng mà được xác định bằng địa thời học.
Phức hợp Bushveld và các xâm nhập tương tự khác đã hình thành trong thời kỳ này.
Thời kỳ băng hà Huronia kết thúc vào cuối kỷ Rhyax, khoảng 2.100 Ma.